# Bapangan
Bapangan is een bestuurslaag in het regentschap Jepara van de provincie Midden-Java, Indonesië. Bapangan telt 4440 inwoners (volkstelling 2010).